# ビング (模型製造会社)

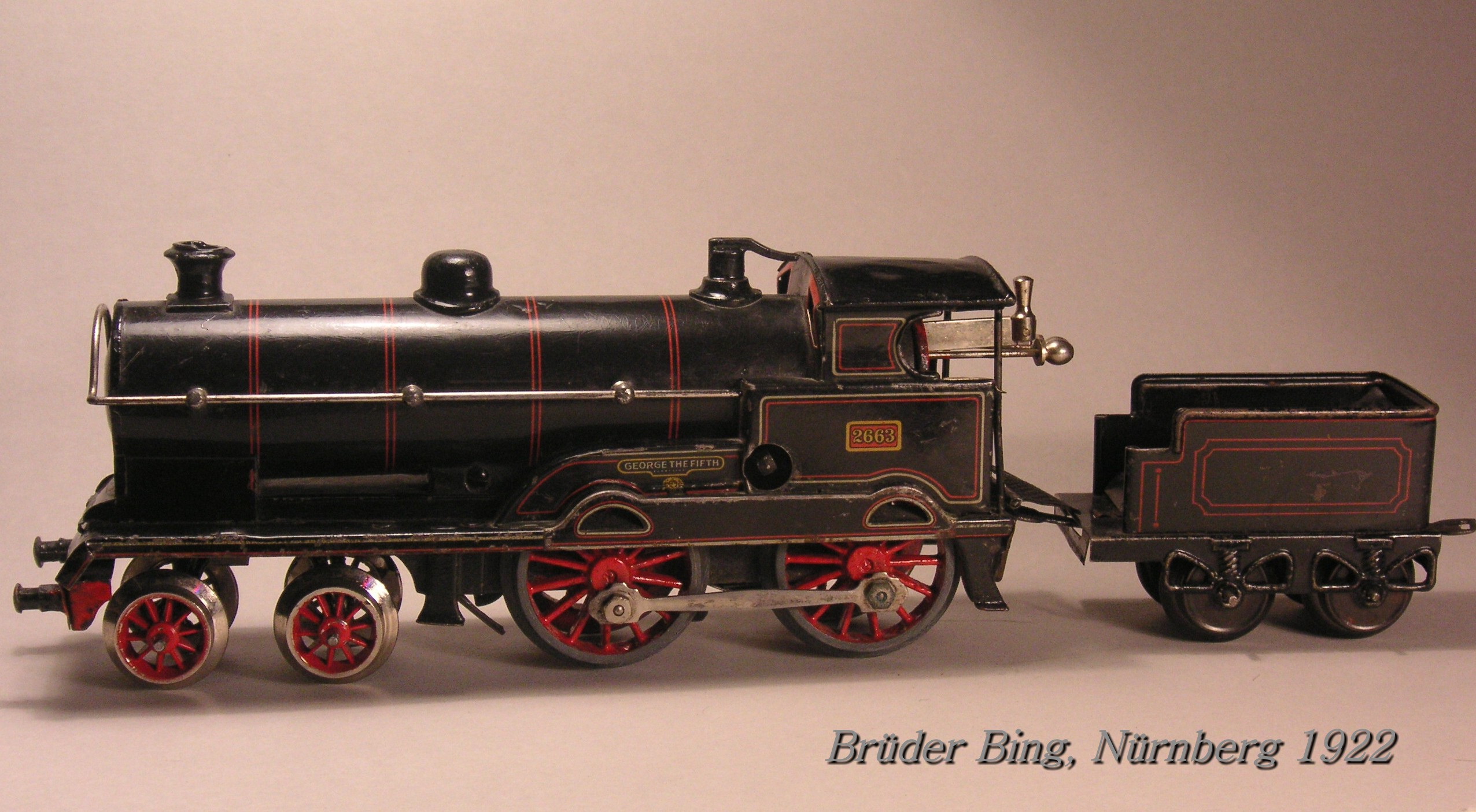
Gebrüder Bing, Uhrwerk-Lock Spur 0, George the Fifth, ca. 1922. 炭水車はオリジナルではない

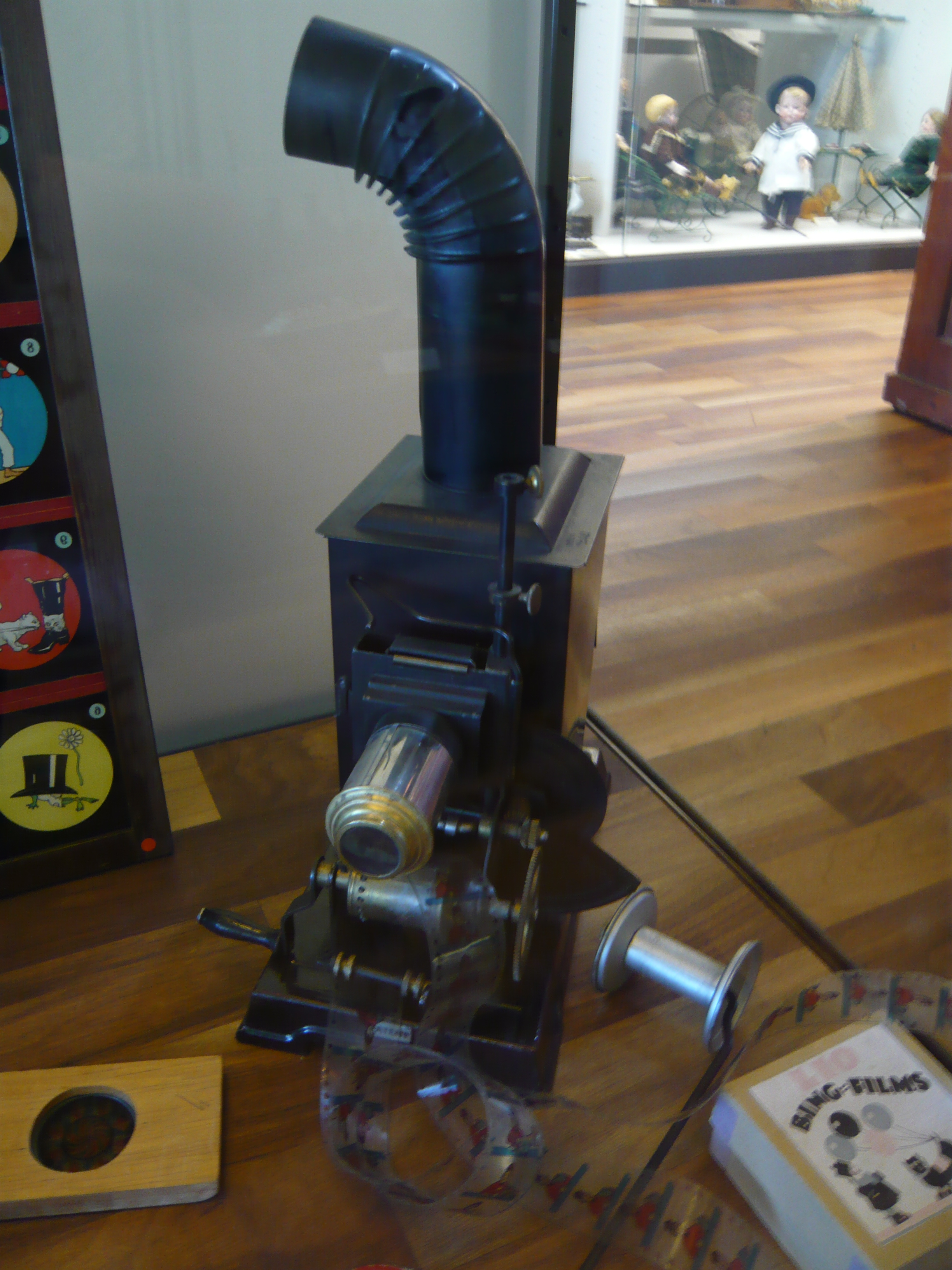
幻灯機と映写機

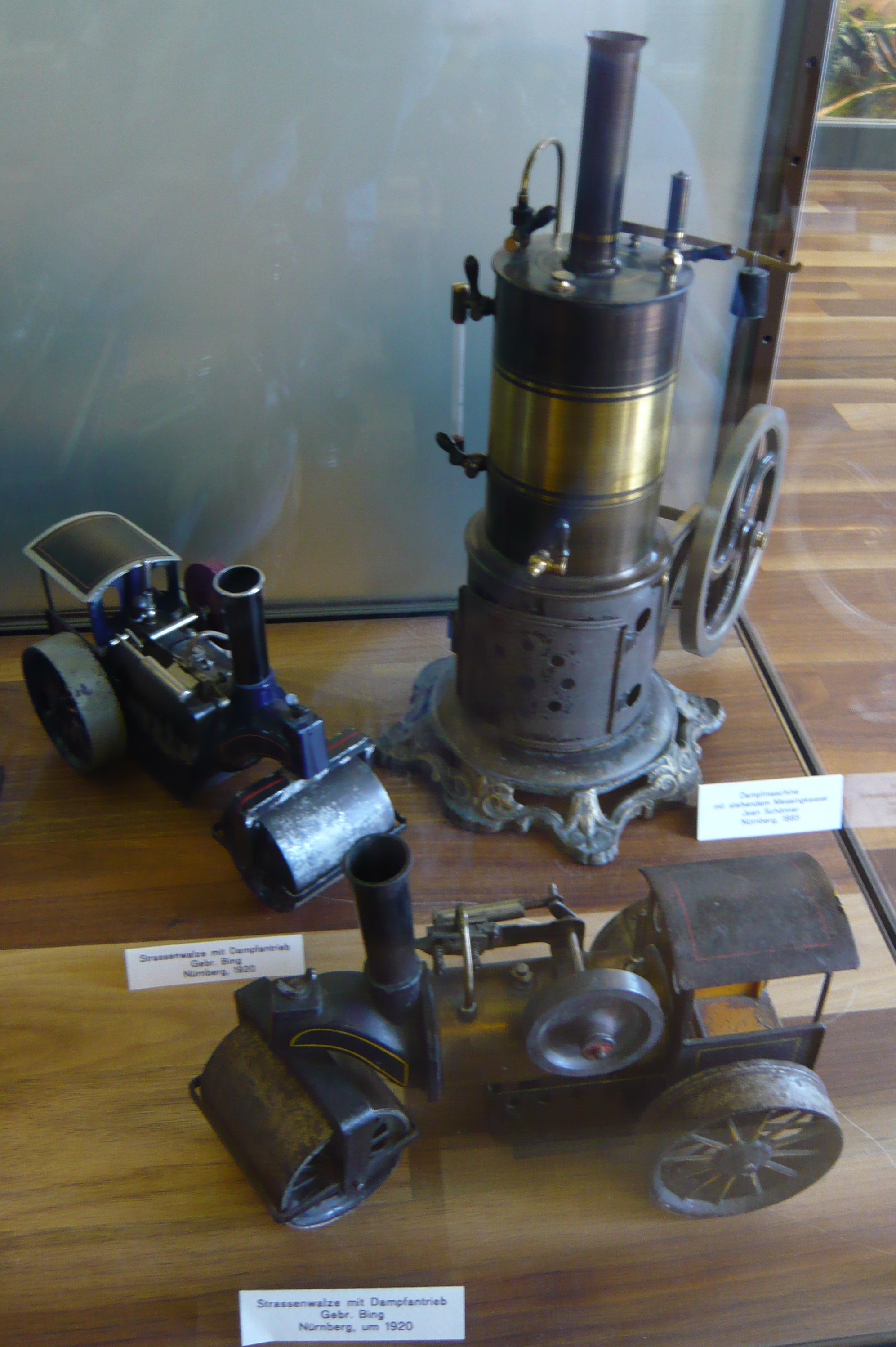
1920年代に作られた２台のビング製真鍮の蒸気ローラーとSchönnerによって作られた定置式模型蒸気機関模型。

ビング（Bing ）はかつてドイツにあった玩具・模型メーカーである。

## 概要
ビングはニュルンベルクで1863年にドールハウス用品メーカーとして創業した。20世紀初頭に世界最大の玩具メーカーとなり、ニュルンベルクの工場は当時世界最大の玩具工場であった。玩具だけでなく事務用品、電気製品も生産した。その後、蒸気模型やエンジン模型、鉄道模型に参入した。財政危機により1932年に会社は清算され、一部の製品は他社に引き継がれた。
日本語ではビング社、またはビング兄弟社などと呼称された。現在では縮尺1/43のミニカーや、自動車などのエンジン部品メーカーにおいてビングの名が残っている

## 歴史
1863年、ニュルンベルクにてイグナツ・ビング（Ignaz Bing ）とアドルフ・ビング（Adolf Bing ）の兄弟によって創業された。当初はドールハウス用の金属製の台所用品を製造していた。
1880年、ドールハウス以外の玩具の製造に参入した。1880年代に鉄道模型市場に参入した。メルクリンがいくつかの標準的な規格を定めた時ビングも加わった。1895年に7mmスケール（縮尺1/43.5）・軌間1 1/4インチ（≒31.75mm）のOゲージと、軌間2 1/2インチ（≒63.5mm）の3番ゲージを発売した。
20世紀初頭、鉄道模型市場での占有率においてアメリカのアイヴス（Ives Manufacturing Company ）を抜き去り、1910年までトップシェアを保った。
1914年、競合するメルクリンの従業員数は600人であったが、この時ビングは5000人を雇用していた。第一次世界大戦により輸出市場から締め出された。
1916年、アメリカのアイヴスとA. C.ギルバート（Alfred Carlton Gilbert ）が「玩具製造会社協会」を設立してロビー活動を行ない、アメリカにおいて海外の競合する企業から玩具産業を保護するように働きかけ、その結果ドイツ製玩具に35%から70%の関税がかけられた。
1918年、イグナツが死去し、息子のシュテファン・ビング（Stephan Bing ）が社長となった。
1921年、シアーズによるカタログ販売でアメリカ市場に再上陸したが、圧力をかけられて苦戦したためアメリカンフライヤーと組んでカナダで展開を行なった。同年、イギリスのバセットロークの下請けで、Oゲージの半分の3.5mmスケール（縮尺1/87）・軌間5/8in（≒15.875mm）のOOゲージを製造した。1922年にはビング独自に「ビング卓上鉄道」（Bing-Tischeisenbahn ）の名称で発売した。
1923年までのトレードマークは、菱型の中に「GBN」とかかれているものであった。GBNは「Gebrüder Bing Nürnberg」を略したもので、「ビング兄弟・ニュルンベルク」を意味する。1924年から1932年までは右に倒れた「B」の下に「W」が配されたマークを使用していた。これは「Bing Werke」を略したもので、「ビング製作所」を意味する。
1927年、財政危機に陥りシュテファンは会社から退いた。その後シュテファンはニュルンベルクの「合同玩具工場 アンドレアス・フェルトナー & J・ハフナーの後継者 有限責任会社」（Vereinigte Spielwarenfabriken Andreas Förtner & J. Haffner Nachfolger GmbH ）の株式をジークフリート・カーン（Siegfried Kahn ）とともに買占め、同社において1930年に金属製組み立て玩具のトリックス・メタル・バウカステン（Trix-Metall-Baukasten ）を、1934年に鉄道模型のトリックス・エクスプレス（TRIX EXPRESS ）を開発した。
1932年に会社は清算され、鉄道模型部門はライバル会社であったバブ（Bub ）に買収された。エンジン模型部門は小型エンジンメーカーのフリッツ・ヒンターマイヤー（Fritz Hintermayr GmbH ）に買収された後、1937年にフリッツ・ヒンターマイヤーはビング・キャブレター（Bing Vergasers ）と改名した。ビング・キャブレターによって蒸気模型やエンジン模型などが1945年まで製造されたが、同年の空襲でニュルンベルクにあったビング・キャブレターの全ての工場は灰燼に帰した。戦後復興し、船舶用エンジンや、自動車用エンジンの部品を製造した。2006年にはビング・キャブレターはビング・パワーシステム（Bing Power Systems GmbH ）と改名し、自動車用のエンジン部品やキャブレターなどを製造している。
2010年にミニカーメーカーのブレキナ（Brekina ）が縮尺1/43のミニカーのブランド名として「ビング」を復活させた。

## 製品
広範囲にわたる種類の玩具を製造していた。
人形
公然とケテ・クルーゼ（Käthe Kruse ）の人形を模倣した製品を製造していた。
テディベア
シュタイフのテディベアを模倣した製品を製造したが、シュタイフとの係争に破れた。
鉄道模型
3番ゲージ、1番ゲージ、Oゲージ、OOゲージを製造した。OOゲージの「ビング卓上鉄道」（Bing-Tischeisenbahn ）は1932年まで製造された。このビング卓上鉄道は後にトリックスから発売されるトリックス・エクスプレス（TRIX EXPRESS ）の前身ともいえるものであった。